# 荒野の湖
荒野の湖(Lacus Solitudinis)は、小さな月の海である、直径は139 km、名前の由来はラテン語の孤独。
東岸（東側の境界線）は比較的明瞭であるが、西岸側は小さなクレーターが並立しており、幾分不明確になっている。